# Бойно
Бо́йно (болг. Бойно) — село в Кирджалійській області Болгарії. Входить до складу общини Кирджалі.

## Населення
За даними перепису населення 2011 року у селі проживали 348 осіб.
Національний склад населення села:
| Національність   | Кількість осіб | Відсоток |
| ---------------- | -------------- | -------- |
| турки            | 253            | 72,9%    |
| не визначились   | 92             | 26,5%    |
| Всього відповіли | 347            |          |

Розподіл населення за віком у 2011 році:
Динаміка населення: